# قابان
قابان هي مدينة من الدرجة الرابعة في مقاطعة نويفا اسيها في الفلبين. تلقب قابان بعاصمة الأحذية الشمالية، فهي ملازمة لمخزن الحبوب الفلبيني. وبحسب إحصائيات عام 2010، بلغ عدد سكانها 101488 نسمة. تبلغ مساحتها 164,44 كم².

## الجغرافيا
تقع قابان في أقصى جنوب المقاطعة حيث يحدها من الشمال بينياراندا وسان ليوناردو، ومن الشرق جينرل تينيو، ومن الجنوب سان ميغيل التي تقع في مقاطعة بولاكان المجاورة، ومن الغرب ايسيدرو.

### القرى
تنقسم قابان سياسيًا إلى 23 قرية:
- بالانت
- بايانيهان
- بوليك
- بانجو
- كابالاقين
- مابوقا
- مابوراك
- ماكاباكلي
- ماهيبن
- ماليمبا
- مانقينو
- ماريلو
- باموان
- باركيتيلا
- بوتينغ توبيج
- سان لورينزو
- سان نيكولاس
- سان روكي
- سان فيسنتي
- سانتا كروز
- سانتو كريستو نورتي
- سانتو كريستو سور
- سانتو نينو

## التاريخ
أطلقت السجلات القديمة على قابان اسم ايبون. واكتشفها القساوسة الأسبان والمسؤولون، في بداية احتلالهم، الذين مارسوا نفوذ هائل على الشعب وما يفعلوه. ويصنف التاريخ مدينة قابان كواحدة من أوائل مدن بامبانجا المكتشفة في منتصف القرن السادس عشر. وفي عام 1595، أشارت سجلات أول مهمة كاثوليكية أن القساوسة كونتريس تانديلا وكابالو وسالازار كانوا مُكلفين بإزالة الغابات التي أصبحت لاحقًا قرية. وفي هذه القرية شيدت كنيسة ومقر رئاسة ومنازل سكنية منبية من الطوب والجير، وقد أصبحت الآن مَعْلم قديم من معالم المدينة.
وبسبب العام الذي اُكتشفت فيه مدينة قابان 1595، أصبحت أقدم مدينة في مقاطعة نويفا اسيها وواحدة من أقدم المدن في الفلبين. وهي أيضًا قرية كبيرة تصل حدودها إلى مدينة كاباناتوان في الشمال، التي كانت إحدى القرى التابعة لها باسم كاباناتوان قبل أن تنفصل عنها في عام 1750، وإلى سييرا مادرس في الشرق، وإلى سان ميغيل وبولاكان في الجنوب، وإلى كندابا وبامبانجا في الغرب. وحين تضاءلت القوة الإسبانية تدريجيًا ووصل التقدم الاقتصادي للمنطقة، تفككت القرية إلى قرى متعددة حتى لم يبقى فيها سوى ثلاثة قرى، جميعها في مقاطعة نويفا اسيها، وهي: بينياراندا، وجينرل تينيو، وليوناردو (المسماة سابقًا مانكلينغ). في الواقع كان أصل تمثال ديفينا باستورا (تمثال لمريم تحمل عيسى) في باريو كالس في بينيارندا.
في عام 1942، احتلت القوات اليابانية قابان في نويفا اسيها. وفي عام 1945، استرجعت القوات الفلبينية وفرقة المشاة الثانية، والواحدة والعشرين، والثانية والعشرين، والثاثة والعشرين، والخامسة والعشرين، والسادسة والعشرين في الجيش الفلبيني كومنولث، بجانب مقاومة حرب عصابات نوفو ايسهانو، وقوات هوكبالهاب المتمردة الشيوعية، وقوات التحرير العسكرية الأمريكية لجيش الولايات المتحدة، قابان في نهاية الحرب العالمية الثانية.
وفقًا للقانون الجمهوري رقم 9022 وتصديقه، في استفتاء لاحق عُقد في الخامس والعشرين من شهر أغسطس في عام 2001، أصبحت قابان جزء من مقاطعة نويفا اسيها. وكان أول عمدة لها ارنستو إل ناتيفيداد.

### التحرير ومعركة قابان
دخلت قوات الجيش مدينة قابان في عام 1942 خلال فترة احتلال الأمبراطورية اليابانية وذلك بعد القصف الياباني الجوي وهجوم الطائرات الحربية على المدينة في شهر ديسمبر/كانون الأول من عام 1941 أثناء الغزو الياباني. كانت نتائج تراجع مجموعتي مقاومة حرب عصابات نوفو ايسهانو المحلية وقوات هوكبالهاب المتمردة الشيوعية إثر أوامر الهجوم الرئيسي، فقد كانوا سويًا يطوقون قابان وتهاجمهم جميع قوات جيش الإمبراطورية اليابانية منذ بضعة أشهر. وبعد أربع سنوات من مكافحة التمرد أثناء فترة الاحتلال الياباني، من عام 1942 إلى عام 1945، تحررت قابان في عام 1945 خلال القتال في ميادين المعركة الرئيسية، وذلك قبل أوامر المعركة الرئيسية لجميع القوات الفلبينية المشتركة تحت وحدات جيش كومنولث الفلبيني بالإضافة إلى القوات الأمريكية تحت وحدات جيش الولايات المتحدة.
بدأت معركة قابان في شهر يناير/كانون الثاني من عام 1945 وانتهت في أغسطس/آب من عام 1945. فقد استرجع المحررون من جميع القوات العسكرية المشتركة، بين القوات الفلبينية وفرقة المشاة 2، و 21، و 22، و 23، و 25، و 26 في الجيش الفلبيني كومنولث وبين جنود التحرير الأمريكيين لجيش الولايات المتحدة، قابان وهاجموها حيث طوقوها في شهر يناير/كانون الثاني من عام 1945، وذلك ليساعدوا مجموعتي مقاومة حرب عصابات نوفو ايسهانو المحلية وقوات هوكبالهاب المتمردة الشيوعية في مهاجمة وهزيمة قوات جيش الأمبراطورية اليابانية وجماعة ماكابيلي المتمردة.
من شهر يناير/كانون الثاني إلى شهر أغسطس/آب من عام 1945، هاجمت المعاقل العديدة للقوات العسكرية المشتركة، للجنود الفلبينين، وضباط الجيش، وقادة الدبابات، ومركبات المشاة الحربية العسكرية، والشاحنات وسيارات الجيب العسكرية، والمدافع والقذائف، وغيرها من المعدات العسكرية تحت فرقة المشاة 2، و 21، و 22، و 23، و 25، و 26 في الجيش الفلبيني كومنولث، وللجنود الأمريكيين، وضباط الجيش، وقادة الدبابات، ومركبات المشاة الحربية العسكرية، والشاحنات وسيارات الجيب العسكرية، والمدافع والقذائف، وغيرها من المعدات العسكرية تحت جيش الولايات المتحدة، الحصارات العسكرية. وقد دمرت أوامر الهجوم السهول، وحقول الأرز، والأنهار، والغابات، كما أنها دمرت أيضًا الشوارع، والمباني والبيوت القديمة، والقرى، والكنائس الرومانية الكاثوليكية، وساحات المدينة. وقد تلقت القوات العسكرية المشتركة بين الفلبين والولايات المتحدة الدعم من جماعة مقاومة حرب عصابات نوفو ايسهانو وجماعة هوكبالهاب المتمردة الشيوعية للهجوم على قوات جيش الإمبراطورية اليابانية وجماعة ماكابيلي المتمردة وهزيمتهم.
بدأ التحالف العسكري بين قوات جيش الإمبراطورية اليابانية بما فيها من حصارات مخيمات عسكرية وحاميات وبين مقر جماعة ماكابيلي في مدينة قابان. وقد هاجمت جميع المعاقل المتضامنة، الضباط والجنود الفلبينين تحت وحدات جيش كومنولث الياباني وجنود وحدات جيش الولايات المتحدة وجماعة مقاومة حرب عصابات نوفو ايسهانو، حصارات المخيمات العسكرية وحاميات قوات جيش الإمبراطورية اليابانية ومقر جماعة ماكابيلي وحاربتهم. وقد كانت نتيجة هذه الحرب هو انتصار الضباط والجنود الفلبينين تحت وحدات جيش كومنولث الياباني وجنود وحدات جيش الولايات المتحدة وجماعة مقاومة حرب عصابات نوفو ايسهانو المحلية. فقد استعادوا السيطرة على قابان بعد استسلام القوات اليابانية ومتمردين ماكابيلي.
في هذه الأثناء، أسرت القوات العسكرية المشتركة، بين الجنود والضباط الفلبينين تحت وحدات جيش كومنولث الفلبيني وبين الجنود الأمريكيين لوحدات جيش الولايات المتحدة، بالإضافة إلى مقاومة حرب عصابات نوفو ايسهانو المحلية، مخيمات الجيش الياباني بالإضافة لحاميات ومقر جماعة ماكابيلي في قابان. فقد أُنزل علم الإمبراطورية اليابانية عن السارية ورُفع علم الحرب المشترك بين الولايات المتحدة والفلبين لأجل الاشتراك العسكري بين الولايات المتحدة وجيش كومنولث الفلبيني للانتصار الذي حققته المعاقل الفلبينية والأمريكية المشتركة.

## الإحصاء السكاني
جدول الإحصاء السكاني لمدينة قابان
| السنة | عدد السكان | نسبة زيادة أو نقصان عدد السكان |
| ----- | ---------- | ------------------------------ |
| 1990  | 70,489     | -                              |
| 1995  | 77,735     | زيادة بنسبة 1.85 بالمئة        |
| 2000  | 89,199     | زيادة بنسبة 2.99 بالمئة        |
| 2007  | 98,795     | زيادة بنسبة 1.42 بالمئة        |
| 2010  | 101,488    | زيادة بنسبة 0.98 بالمئة        |

المصدر: مكتب الإحصاءات القومية

## الاقتصاد
تشمل مصادر الدخل الحالية الرئيسية الزراعة، وصناعة الأحذية، وبيع الأسماك، وتربية الدواجن والخنازير، والمؤسسات التجارية.
عقدت مدينة قابان اتفاق ضخم في مواردها الطبيعية بالإضافة إلى إمكانياتها في المجال الزراعي وصناعة الأحذية التي ساعدتها على الإستمرار في دورها العملي في الإنتاج الزراعي والصناعي. وازداد معدل النشاطات التجارية للمدينة جراء التدفق لمؤسسة الإقراض التمويلية وتدفق الأعمال الجديدة.

## أماكن ذات أهمية

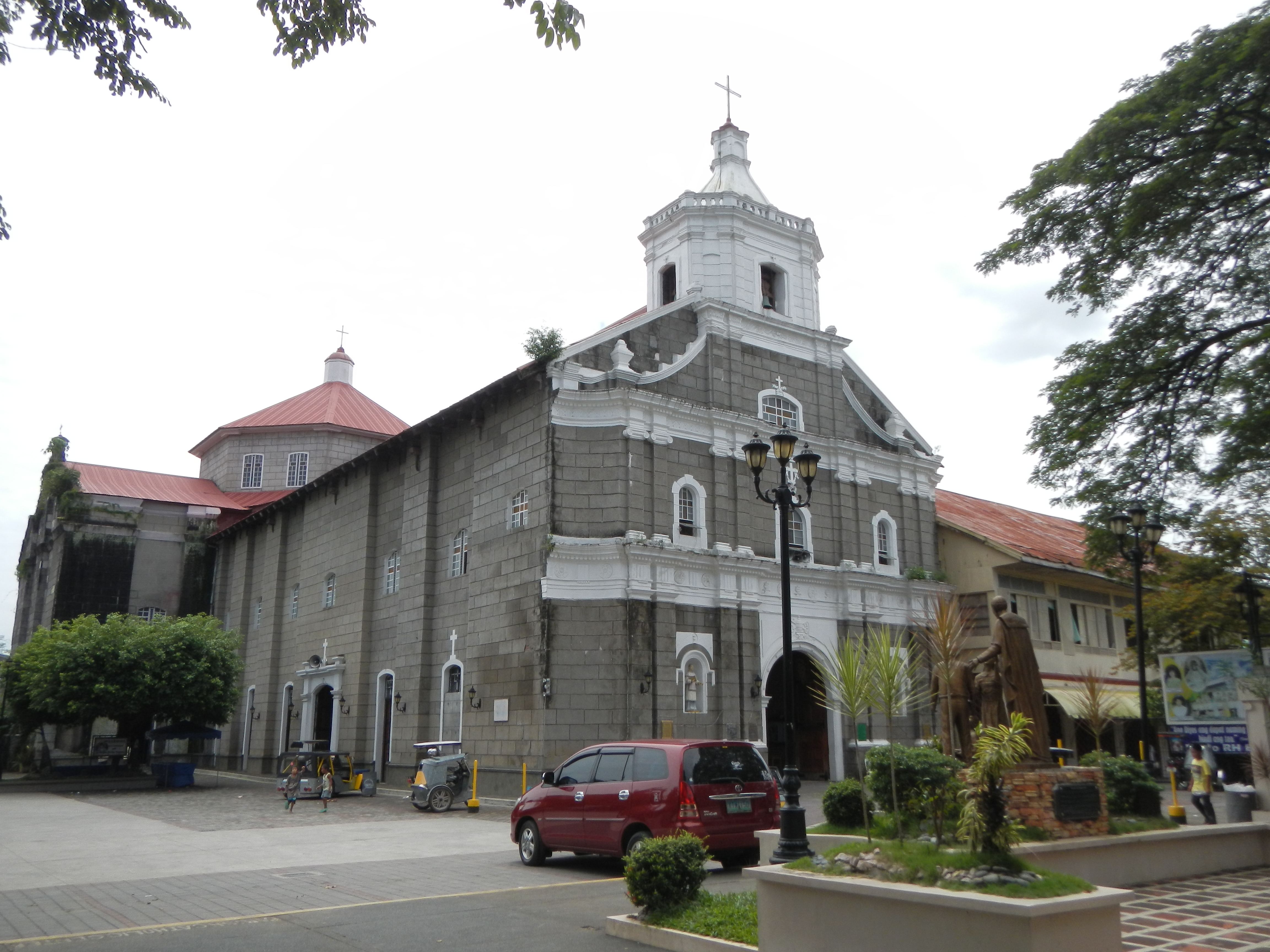
ضريح فيرجن لا ديفينا باستورا الوطني
أعلن مؤتمر الأساقفة الكاثوليكي في عام 1986 بأن مركز الحج المريمي خلال شهري أبريل ومايو هو «ضريح فيرجن لا ديفينا باستورا الوطني».

## الكليات في مدينة قابان
- كلية ديفينا باستورا.
- المعهد الآسيوي للتجارة الألكترونية، حرم الكلية في قابان.
- معهد الحاسب والتقنية في قابان.
- كلية آيه إم آيه لتعيلم الحاسب (حرم الكلية في قابان).
- معهد ألين للتقنية.
- كلية البحوث والتكنولوجيا.
- جامعة نويفا اسيها للعلوم والتكنولوجيا، حرم الإرشاد الأكاديمي في قابان.
- كلية مدينة قابان للتقنية.
- مركز تدريب القوى العاملة الإقليمية (كلية التقنية).

## أشخاص بارزون من قابان
- الجنرال ماريانو يانيرا: هو الجنرال الثوري لمعركة «صيحة نويفا اسيها» التي حدثت في بلدية كيباو الواقعة في مقاطعة نويفا اسيها.
- الجنرال بانطاليون فالمونت: هو عمدة مدينة قابان الذي استحدث «صيحة نويفا اسيها الأولى» بجانب عمدة كيابو، الجنرال ماريانو يانيرا، ضد حكم الأسبان في الثاني من شهر ديسمبر/كانون الأول من عام 1896.
- ليزا سيبرانو أو هوب اليزابيث سيبرانو: هي عارضة أزياء وممثلة شابة من أب فلبيني وأم أمريكية. تعاقدت مع شركة "ABS-CBN" المعروفة باسم «ستار ماجيك» للعمل كممثلة.

## الصور

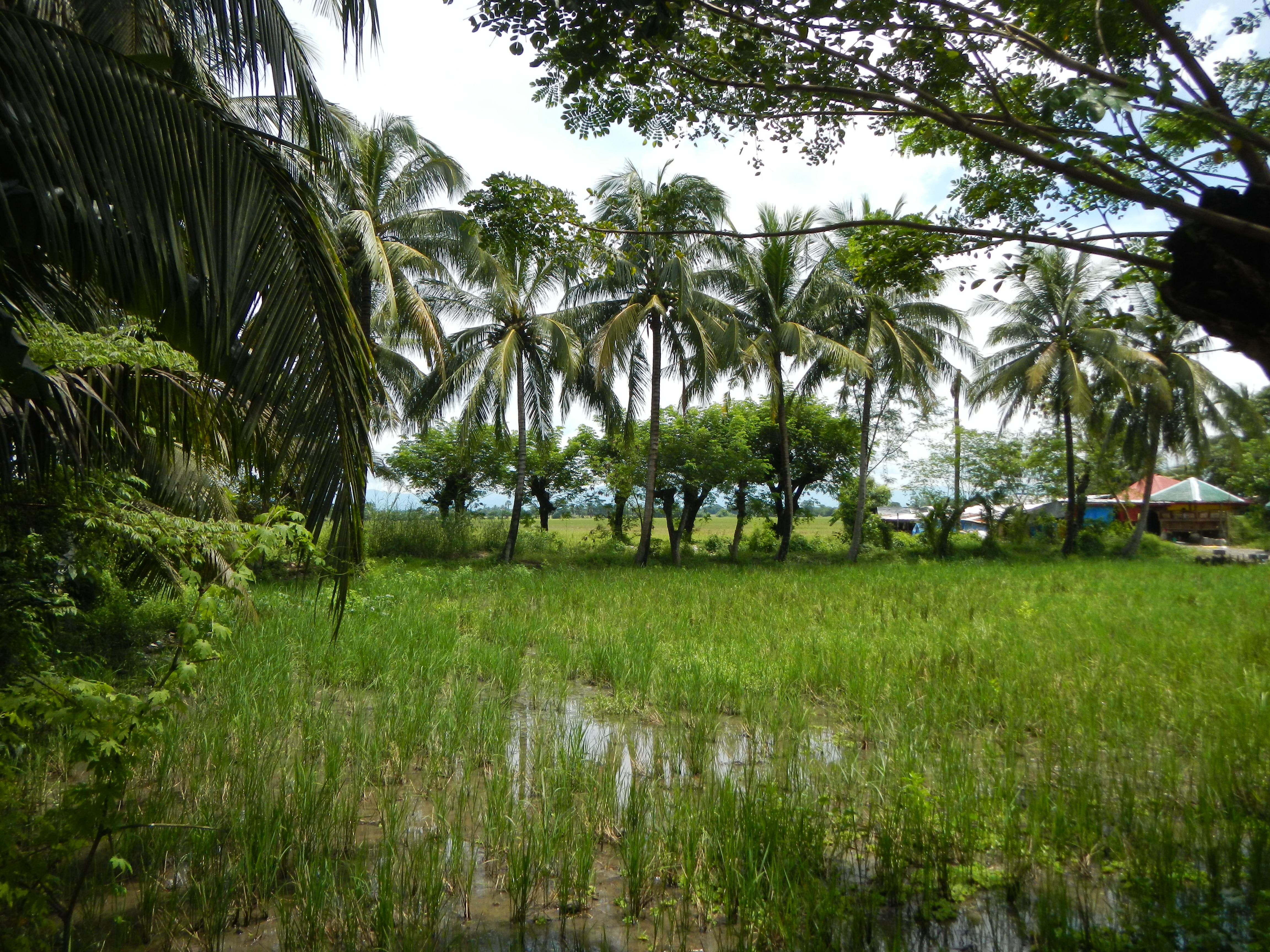
حقول الأرز
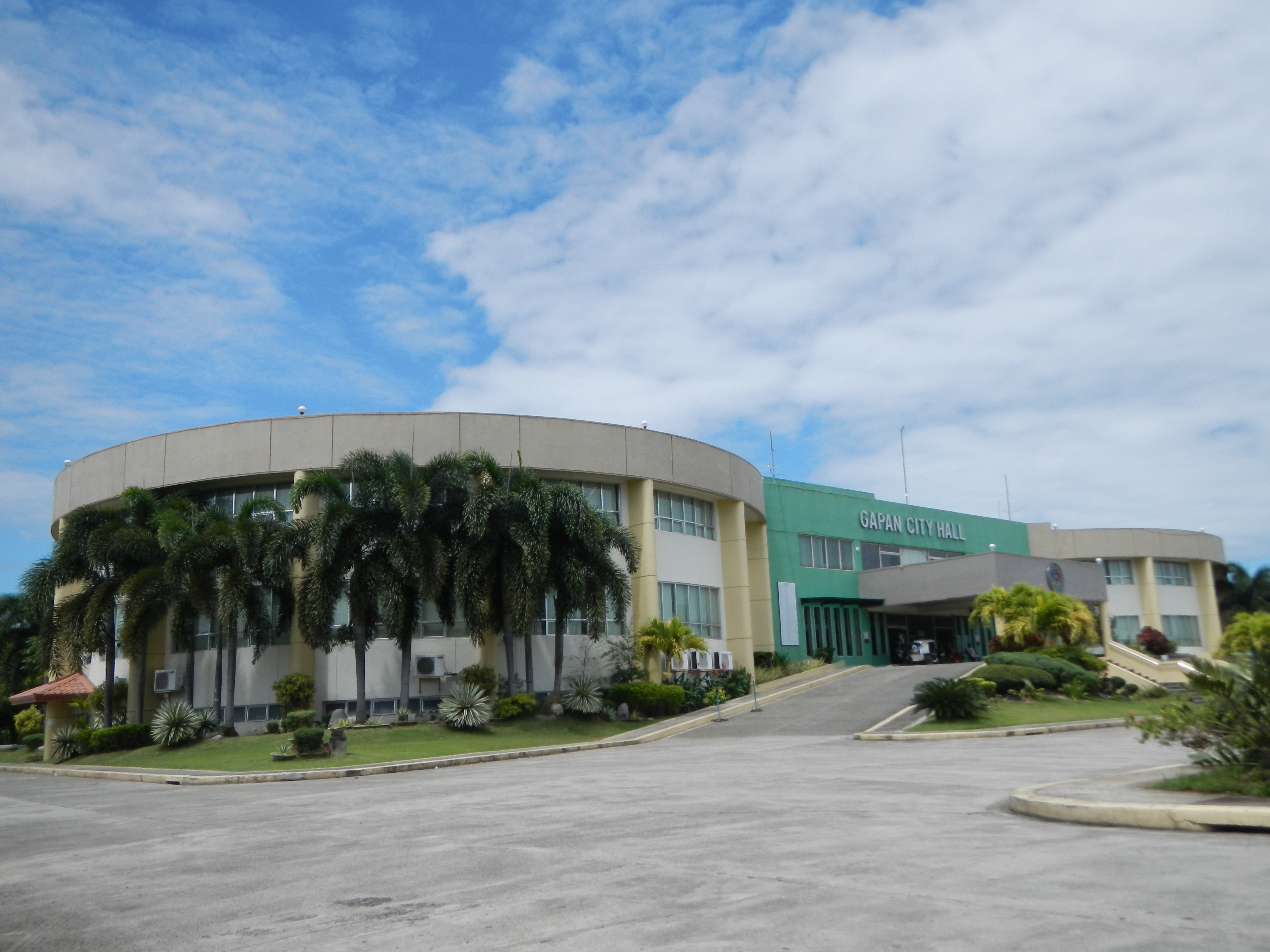
مقر عمدة المدينة
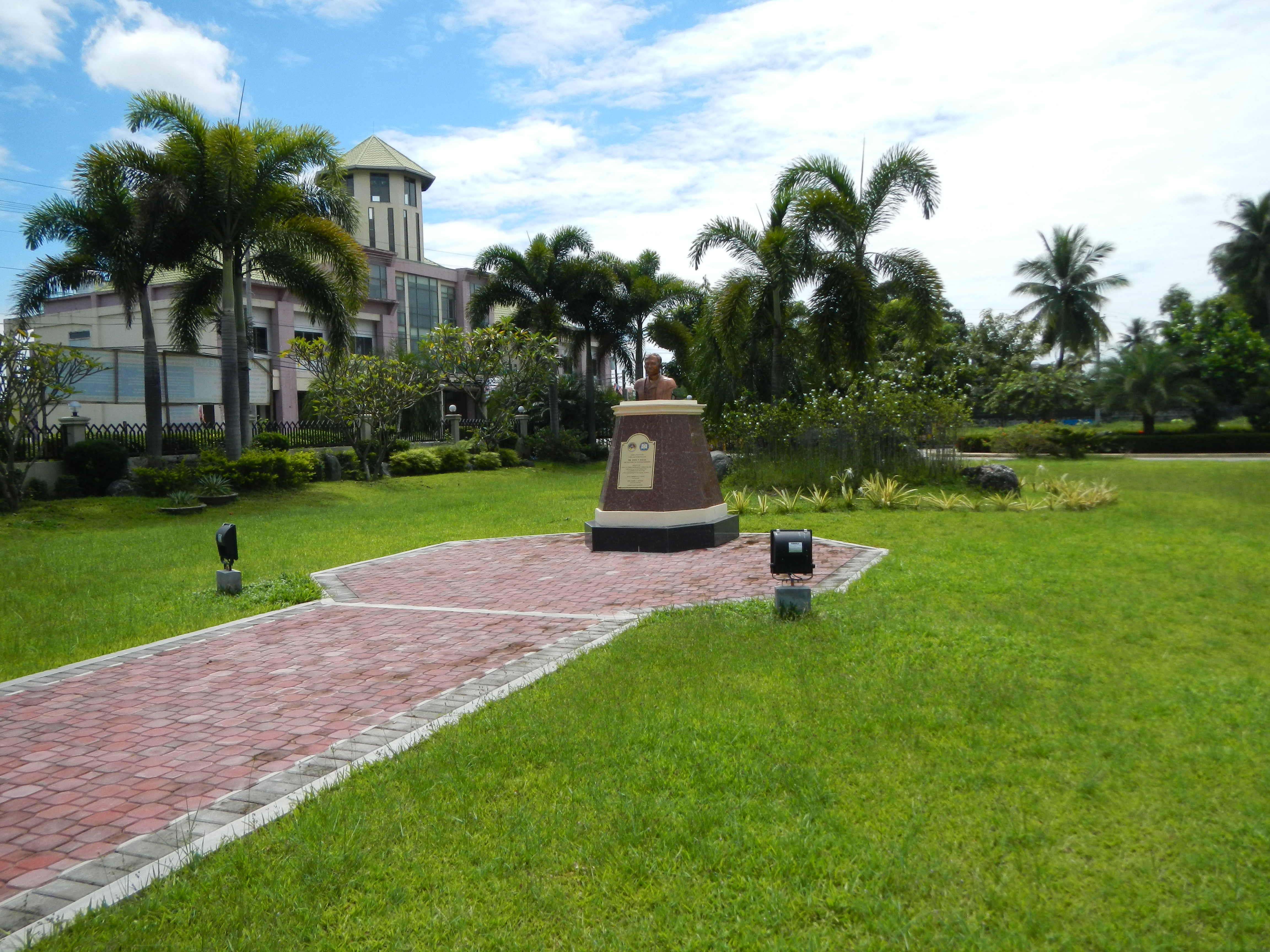
منتزه المدينة
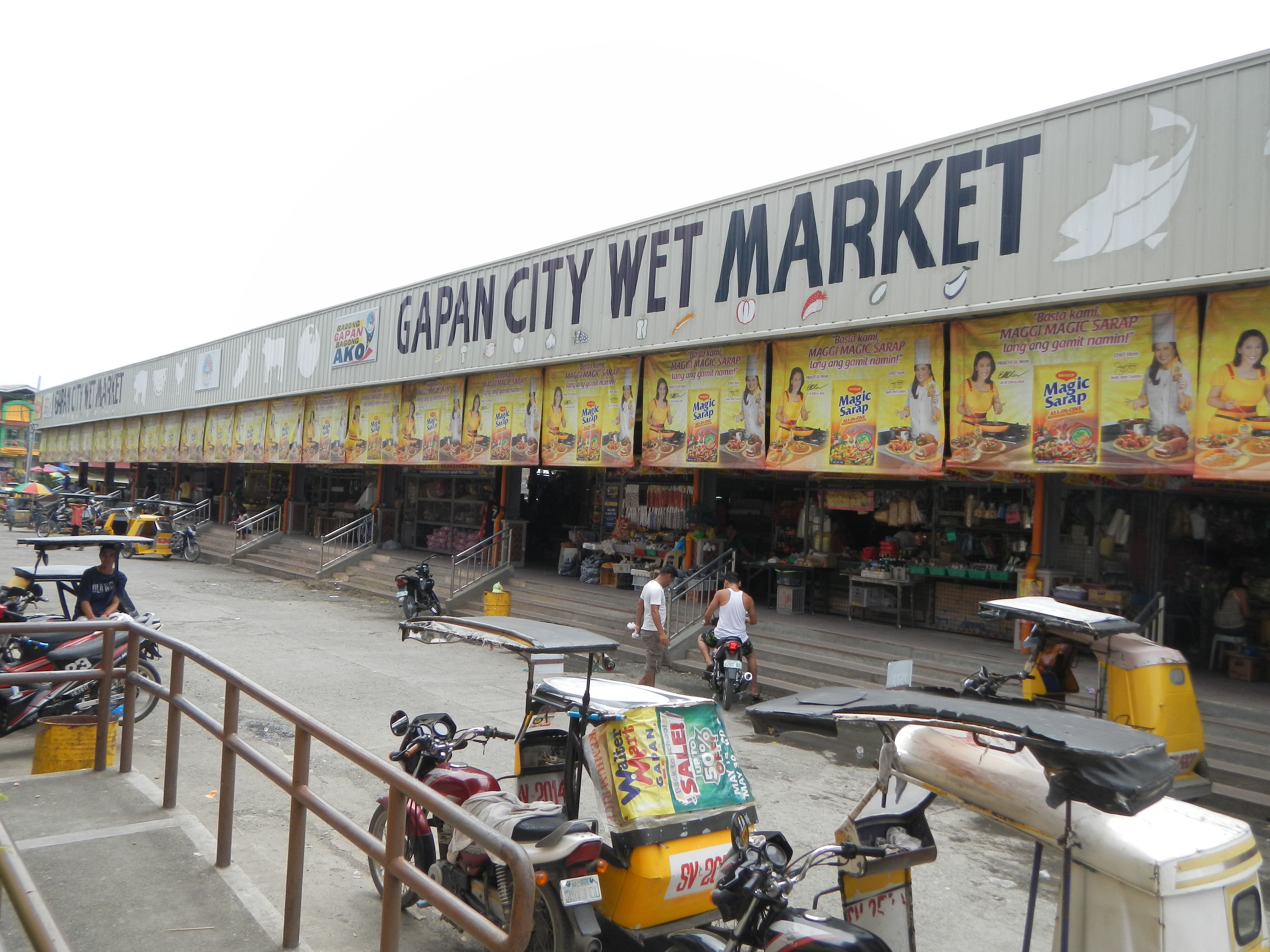
سوق المأكولات الطازجة
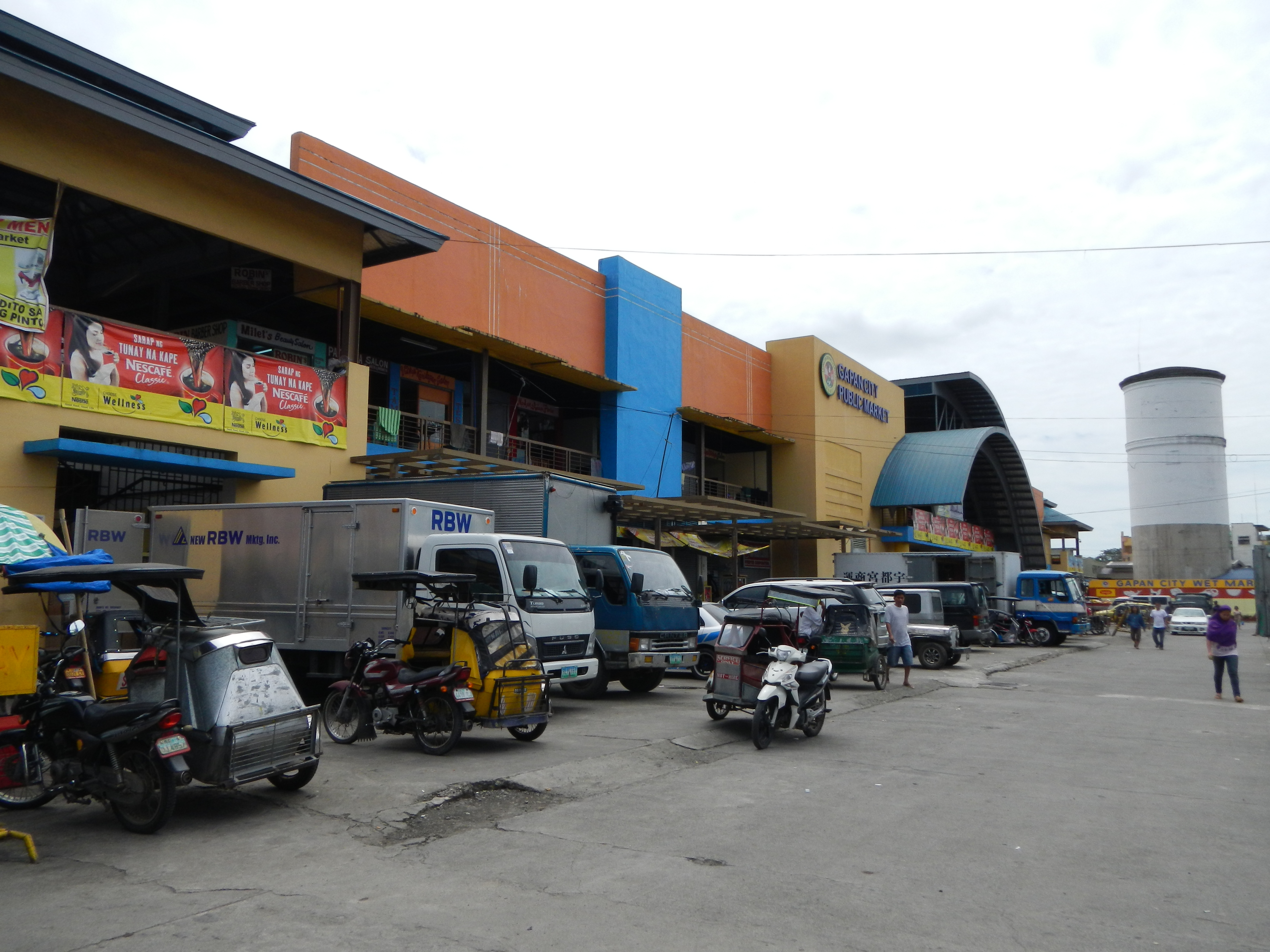
سوق البضائع الجافة
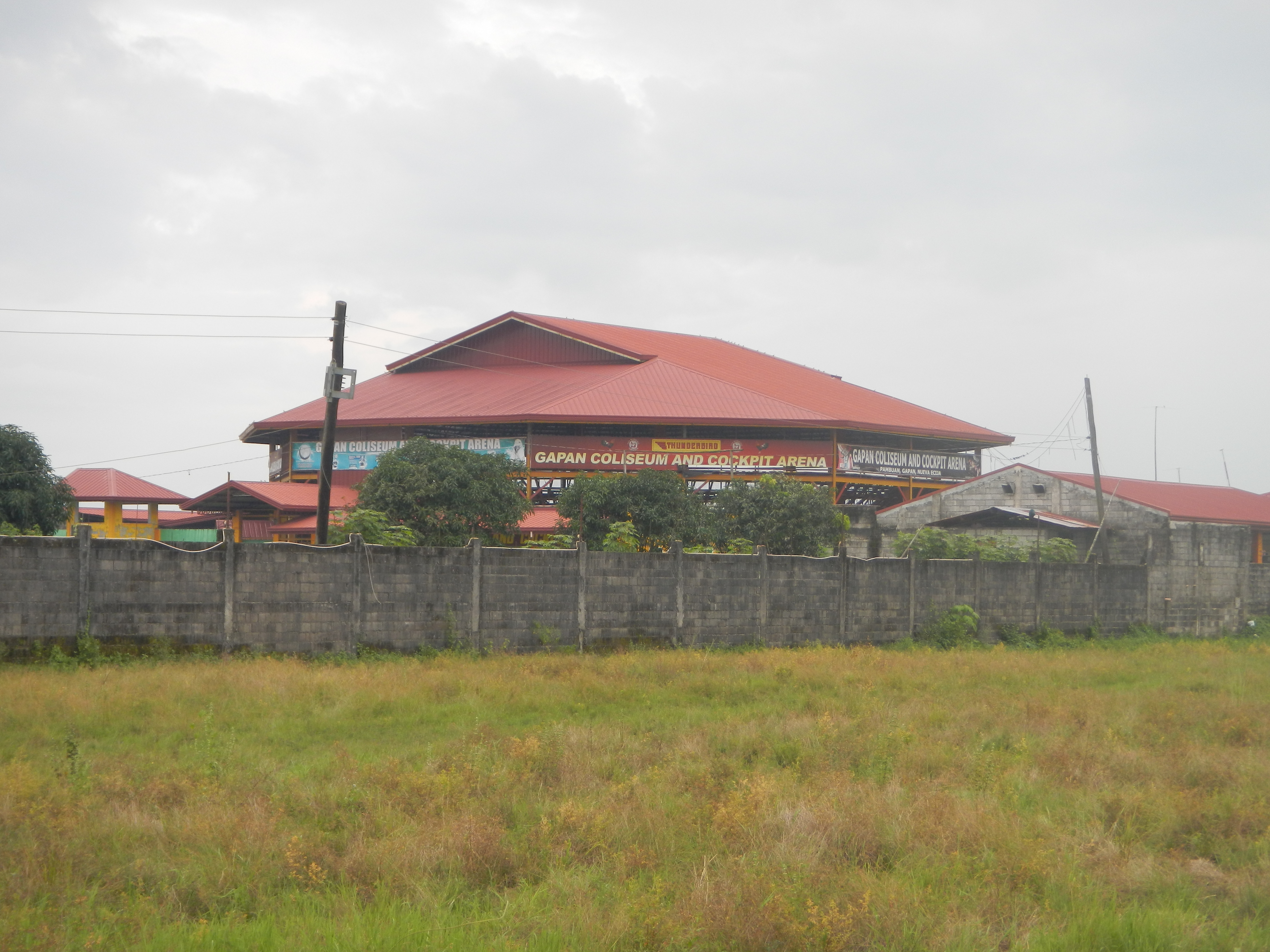
مدرج مصارعة الديوك

## وصلات خارجية
- Gapan City Official Website نسخة محفوظة 31 يناير 2008 على موقع واي باك مشين.
- Pasyalan Nueva Ecija
- Philippine Standard Geographic Code
- Philippine Census Information
- Local Governance Performance Management System نسخة محفوظة 4 مارس 2016 على موقع واي باك مشين.